# Історія лінгвістики
Історія лінгвістики — історія світового мовознавства від найдавніших часів до кінця ХХ — початку ХХІ ст. 
Також так називається історіографічна дисципліна, мета якої показати процес розвитку лінгвістичної думки за 25 століть від 5 ст. до н. е. по ХХ ст. н. е. Предметом дослідження цієї галузі знань є різні лінгвістичні напрями, течії, школи. 

## Історія

### Вавилонія
Найраніші лінгвістичні тексти — написані клинописом на глиняних табличках — налічують майже чотири тисячі років. У перші століття другого тисячоліття до н. е., на півдні Межиріччя виникла граматична традиція, що тривала понад 2500 років. Лінгвістичні тексти з найдавнішого періоду традиції являли собою списки іменників шумерською мовою (мовним ізолятом, тобто мовою без відомих споріднених мов), яка на той час була мовою релігійних і правових текстів. Шумерська у повсякденному спілкуванні замінювалася дуже від неї відмінною (і нічим не пов'язаною) акадською мовою; однак вона залишалася мовою престижу і далі використовувалася в релігійних і правових контекстах. Тому її доводилося викладати як іноземну мову, а для полегшення цього відомості про шумерську заносили у свої писемні праці акадськомовні книжники. 
Упродовж століть списки стандартизувалися, а шумерські слова забезпечувалися акадськими перекладами. Кінець кінцем, з'явилися тексти, які давали акадські відповідники не просто окремим словам, а цілим парадигмам різноманітних форм слів: один текст, наприклад, має 227 різних форм дієслова ĝar «розмістити».

### Індія
Згідно з найпоширенішою думкою, «історія мовознавства» почалася в Індії. У цій країні переважала емпірична описова традиція, тобто така, що робить наголос на описі конкретних мовних фактів. Мовознавство з'явилося в першому тисячолітті до нашої ери як відповідь на конкретну потребу — переклади стародавніх релігійних текстів, що містяться в книгах знань, які називаються «Веди». Деякі з цих текстів походили з XV ст. до н. е.
Найстаріша відома граматика (санскрит) походить з V-IV ст. до н. е. Її автором був Паніні (Деванаґарі पाणिनि). Вона містить близько 4 тисяч правил, чи то пак сутр. Низка використаних там концепцій і визначень залишається актуальною до сьогодні, наприклад, розрізнення між звуком і буквою, точна класифікація звуків, розкриття і опис правил комбо, розрізняння таких понять, як словозміна і словотвір, морфологічна структура слова, класифікація частин мови.
Легенда говорить, що Паніні мав клопіт з освоєнням санскритської граматики. Він не міг вивчити винятки і молився до Шіви, щоб той йому допоміг. Бог дав йому пізнання структури мови, яку пізніше Паніні й описав. Перший європейський переклад праці Паніні з'явився в середині XIX ст., справивши очевидний вплив на утвердження в європейській культурі мислення категоріями структури. Європейські структурні граматики виникли лише у ХХ ст.
Традиційні граматики латини або грецької мови містять величезну кількість винятків, які необхідно засвоїти пам'яттю. Паніні поставився до цього інакше: він систематизував усі правила, що діють у межах мови. Відштовхуючись від правил найнижчого ряду, через правила вищого порядку, правила горизонтальної і вертикальної зв'язності, до метаправил, а потім знову спускаючись униз, він створив цілісну систему. Тим самим він охопив усі місця, які були окремими випадками. Те, що є винятком для нас, там це унаочнення правила. Цілковитою новизною було також віднесення до всіх наступних правил довільно підібраних символів (звуків і їх сполучень) з раз і назавжди встановленим значенням. Ця граматика побудована наче алгебра. Кілька тисяч правил, що складали її, починають учити вже діти.

### Греція та Рим
Грецька і римська традиції з VII ст. до н. е. більшою мірою досліджували загальні проблеми мови, наприклад, сутність мови, відношення мови до логіки (чи за допомогою мови ми думаємо), риторики, поетики. Антична традиція спиралася на пояснення. Між філософами існувала суперечка, темою якої була мова. Аналогісти розглядали мову з точки зору логіки, оскільки мова логічна. Аномалісти дотримувалися думки, що мовою правлять аномалії і все в ній змінюється — ця концепція була пов'язана з риторикою і поетикою.
З античною традицією пов'язано кілька понять:
- теорія номінації (іменування) — мова за допомогою знаків означує світ;
- етимологія (походження слова) — наука про справжнє походження слів, зміни їхнього значення і форми з плином часу;
- teoria physei (за природою) – теорія фізичного походження слова про те, що імена залежать від світу і предмету;
- teoria thesei — стверджує, що імена не залежать від предмета, а є узвичаєними, тобто залежать від людей;
- ономатопея – звуконаслідування.

У грецькій традиції є також описове мовознавство, яким займалася Александрійська школа. У IV-II ст. до н. е. при Александрійській бібліотеці існував центр досліджень мови та тексту, який застосовував багатогранний філософський опис різних властивостей тексту, а отже, опис всього, що є в тексті. Встановлено поділ на частини мови, описано відміни і дієвідміни, встановлено засади опису синтаксису. З цим центром був пов'язаний Елій Донат, чиє «Мистецтво граматики» було тисячу років основним підручником латини по всій Європі.

### Китай
У стародавньому Китаї виник черговий опис мови, відмінний від досі згадуваних. Об'єктом опису тут була мова зовсім іншого типу. Китайська мова — це коренева мова, в якій існують односкладові, незмінні морфеми — корені. За морфемою, а точніше силабоморфемою, закріплено особливий графічний знак — ідеограму (ієрогліф). Граматичні відношення у реченні ґрунтуються на порядку слів (морфем), приміром, nán shān «південні гори», shān nán «на південь від гір». Додатково використовуються функціональні морфеми, як-от спеціальний показник референтності de, який означає, що даний предмет є тепер предметом спостереження, наприклад, zhèr rén «тутешня людина», zhèr de rén «людина, яка тут».
У китайській мові (як і в англійській) немає словозміни, тобто морфології та граматики в європейському значенні цього слова. Тому й перші дослідження китайських мовознавців стосувалися лексикології та лексикографії, а отже морфем та їх значень, а не граматики. Ми завдячуємо китайцям словником із III—II ст. до н. е. Shuōwén, що містить бл. 10000 морфем (де-факто ідеограм) та описує їхні значення і походження. Відтак у китайській традиції з'явилася і етимологія.
Морфеми поділено на 6 тематичних класів, наприклад, предмети, властивості, стани, дії. Ця класифікація діяла до XIX ст. Китайці звернули увагу на логічний аспект мови.

### Середні віки
Протягом Середньовіччя цікавилися латинською мовою, берегли і примножували досягнення античної епохи. Наслідком розширення знань, здобутих у давнину, була граматика Priseiana intitiones gramatica у 18 томах. У всіх гуманітарних і філософських справах панував принцип раціоналізму та ідея універсальної граматики. Дослідники вважали, що історія мов подібна (це було наслідком їхнього незнання). Отож, латинська граматика розглядалася як взірцева (універсальна).

### Нові часи
У Європі латинська мова перестала бути офіційною, з'явилися національні філології: французька, німецька, англійська, слов'янська. У XVIII ст. поширювалися релятивізми (антиуніверсалізми). Дослідники визнали, що мови дуже відрізняються одна від одної. Арабський філософ Абу Хаян ат-Таухіді вважав, що мова пов'язана з культурою та історією народу. У XVII ст. з'явилася класифікація мов (мовна типологія). Її творцем або передвісником вважається економіст Адам Сміт, який також є автором першої типології європейських мов.
У ХІХ ст. розвивалося історичне мовознавство. З'явилося воно завдяки англійському дослідникові Вільямові Джонсу, який відкрив для Європи санскрит — стародавню мову Індії. Він показав рішучу схожість санскриту з європейськими мовами. Визнано, що причиною такої подібності є історія. Таким чином виникла компаративістика, або порівняльне мовознавство. Дослідження санскриту дали змогу вказати джерело, з якого походять більшість європейських мов (за винятком баскійської, угорської, фінської, естонської, турецької і деяких малих мов, що побутують на Уралі) та багато мов південної і західної Азії. Дослідники, які створювали порівняльно-історичне мовознавство часто асоціюються з романтиками. Своє зацікавлення спільним походженням слов'ян виразив у своїх творах Адам Міцкевич.
По суті, робота мовознавців на рубежі XVIII і XIX століть відзначалася особливим інтересом до історії та витоків мов, характерним для тематики доби романтизму. Ця діяльність тісно пов'язана з формуванням сучасних уявлень про нації. Лінгвісти ХІХ ст. робили спроби визначити межі мовних спільнот і представляли кожну з них як спадкоємицю ідентичних культурних благ, притаманних даній групі. Було запроваджено в науку поняття мовної сім'ї на позначення ряду мов, виниклих унаслідок поступової еволюції однієї прамови (слов'янська, германська, латинська або романська група, ширше: праіндоєвропейська, семіто-хамітська та ін.).
Основним методом порівняльного мовознавства стала реконструкція, яка полягає у відтворенні історичних мовних форм (станів).
Сучасне мовознавство почало розвиватися у XVIII столітті з появою праць, що майже повністю зосереджувалися на індоєвропеїстиці і вели до докладно опрацьованої і послідовної реконструкції праіндоєвропейської мови. Першу половину ХХ ст. ознаменувала школа структурної лінгвістики, заснована на працях Фердинанда де Соссюра в Європі та Едварда Сепіра і Леонарда Блумфілда в США. 
На початку ХХ ст. де Соссюр у своєму формулюванні структурної лінгвістики розрізнив поняття langue (мова) і parole (мовлення). За його словами, «мовлення» — це конкретне висловлювання мови, тоді як «мовою» іменується абстрактне явище, що теоретично визначає засади і систему правил, якими керується мова. Це розрізнення схоже на помічену Ноамом Чомскі відмінність між мовною компетенцією та мовною діяльністю, де компетентність є ідеальним знанням мови індивідуума, а діяльність — це конкретний спосіб, яким вони використовуються.
У 1960 роках з'явилося багато нових галузей мовознавства, таких як генеративна граматика Ноама Чомскі, соціолінгвістика Вільяма Лабова, системно-функціональна лінгвістика Майкла Галлідея, а також сучасна психолінгвістика.